# 比尔·辛金
比尔·辛金（英語：William R. "Bill" Sinkin，1913年5月19日—2014年2月3日），是一名美国社会活动家，并致力于公平机会、国际主义和可再生能源。他创建圣安东尼奥能源公司。
2014年2月3日，比尔因自然原因在圣安东尼奥去世，享年100岁。

## 其他链接
- Interviews with William "Bill" Sinkin, June 30 1995 （页面存档备份，存于）, January 17, 2005 （页面存档备份，存于）, University of Texas at San Antonio: Institute of Texan Cultures: Oral History Collections, UA 15.01, University of Texas at San Antonio Libraries Special Collections.